# Lecomtedoxa
Lecomtedoxa é um género botânico pertencente à família Sapotaceae.